# 伊豆戰爭
伊豆戰爭（日語：いずせんそう）是東急旗下的伊豆急行與西武旗下的伊豆箱根鐵道，雙方爭奪伊豆半島鐵路建設權利的事件。
以下為對立的雙方概述：
| 陣營     | 東急集團              | 西武集團              |
| -------- | --------------------- | --------------------- |
| 主導人物 | 五島慶太              | 堤康次郎              |
| 關係企業 | 伊豆急行 東京急行電鐵 | 伊豆箱根鐵道 西武鐵道 |

## 背景
最初，日本國有鐵道計劃在熱海和下田之間，沿著伊豆半島東岸建設一條鐵路，但由於當時的大藏大臣濱口雄幸的財政緊縮政策，鐵路（今日的伊東線）只修建到伊東站便終止後續建設。東急注意到這一點，並於1953年1月10日制定了伊豆發展計劃，並在東急總部設立了臨時建設部門。建設部除了推動「城西南部新城」（現在的多摩田園都市）外，伊豆的旅遊發展藍圖也在計畫之中。依據時任東急董事長五島慶太的規劃，開發伊豆旅遊的主要交通工具是鐵路和巴士。大約同時，當地議會議員和民間團體發起了請願活動，希望將伊豆半島納入國家公園（請願在1955年實現，成立了富士箱根伊豆國立公園）。東京地區前往箱根、伊豆的觀光客不斷成長，是大手私鐵集團無法忽視的情況。

## 經過
1956年2月1日，東急以公司發起人代表五島昇（五島慶太的長男）的名義，提交《伊東下田地區鐵路建設許可申請書》給運輸大臣，希望成立新鐵路公司（伊東下田電氣鐵道），從伊東繼續往南建設鐵道連接下田。建設計劃提到「在獲得運輸省許可後就可儘速開工」、「第一階段將在兩年內完成伊東到下田47.8公里路段，成本約為47.8億日元」、「第二階段從下田延伸到石廊崎之間15.5公里路段，成本約為15.5億日元」。此外，當地居民也組成「伊東・下田鉄道敷設促進下田同盟會」，支持東急的鐵路建設計畫。
得知此事的西武，急忙以所屬的伊豆箱根鐵道名義提出同路段的建設申請，但因為過於急就章導致計劃漏洞百出，1959年1月29日，日本政府決議將建設許可發給東急，同年2月9日正式頒發伊東～下田間的鐵路建設許可，附帶「盡快開工、盡快完工」、「按國鐵標準建設」、「允許國鐵列車直通運轉」、「允許國鐵收購路線」四個條件。東急獲得許可後，於同年4月9日召開的「伊東下田電鐵株式會社」成立大會，通過公司組織章程，成立股份有限公司，社長為五島昇。此公司為現在的伊豆急行的前身。
對此不滿的西武，以大筆金錢收購鐵路預定通過的下田市白濱周圍的土地，試圖阻擾鐵路建設。東急方面也不甘示弱，原定沿海岸鋪設的伊豆急行線從河津車站改線挖掘谷津隧道，往西迂迴經由稻梓站、蓮台寺站到達下田站。原定第二階段通往石廊崎的路段，在評估之後決定放棄。
另外，當時伊豆半島巴士路線多半由東海自動車（與國鐵有緊密合作關係）所有，對此伊豆箱根鐵道也收購當地數間小型巴士公司，成立伊豆下田巴士來對抗。
西武收購的土地一部分沒有脫手，之後在該處興建了下田王子飯店（下田プリンスホテル）。

## 從競爭到合作

### 衰退
近年受到公路運輸發展與少子高齡化的影響，當地公共運輸公司的業績普遍下降。
東海自動車的業績在伊豆急行線通車後大受打擊，1971年成為小田急的子公司，在2020年改組為東海巴士。
伊豆下田巴士在2006年將經營路線讓渡給其他公司後結束營業。
伊豆急行曾經是東證二部的上市公司，但因為業績惡化，在2004年成為東急子公司後下市。

### 合作
在此狀況下，原本在此激烈爭奪觀光客的大手私鐵，也出現了和解、合作的跡象。
2018年，西武（伊豆箱根鐵道）、小田急（東海自動車）、東急（伊豆急行）共同製作宣傳影片，介紹當地自行車路線與觀光景點，招攬騎車的遊客。
2013年，西武、東急雙方藉由副都心線實行相互直通運轉。2017年，西武營運的特急列車S-Train也在直通到東急的路線上運行。
2020年，位於三島站南邊，由東急所有的東急三島站前大樓，也開通了一條前往伊豆箱根鐵道三島站的通道。

## 外部連結
- 伊豆戦争 - sensagent
- 東急VS西武 「伊豆戦争」で生まれた鉄道 - 乗りものニュース （页面存档备份，存于）
- 伊豆戦争が再び？ 東急VS.西武の争いはそれほど悪くない - ITmedia （页面存档备份，存于）